# Béat Louis de Muralt
Pour les articles homonymes, voir Muralt.
Béat Louis de Muralt, né le 9 janvier 1665 à Berne et mort le 20 novembre 1749 à Colombier, est un homme de lettres piétiste.

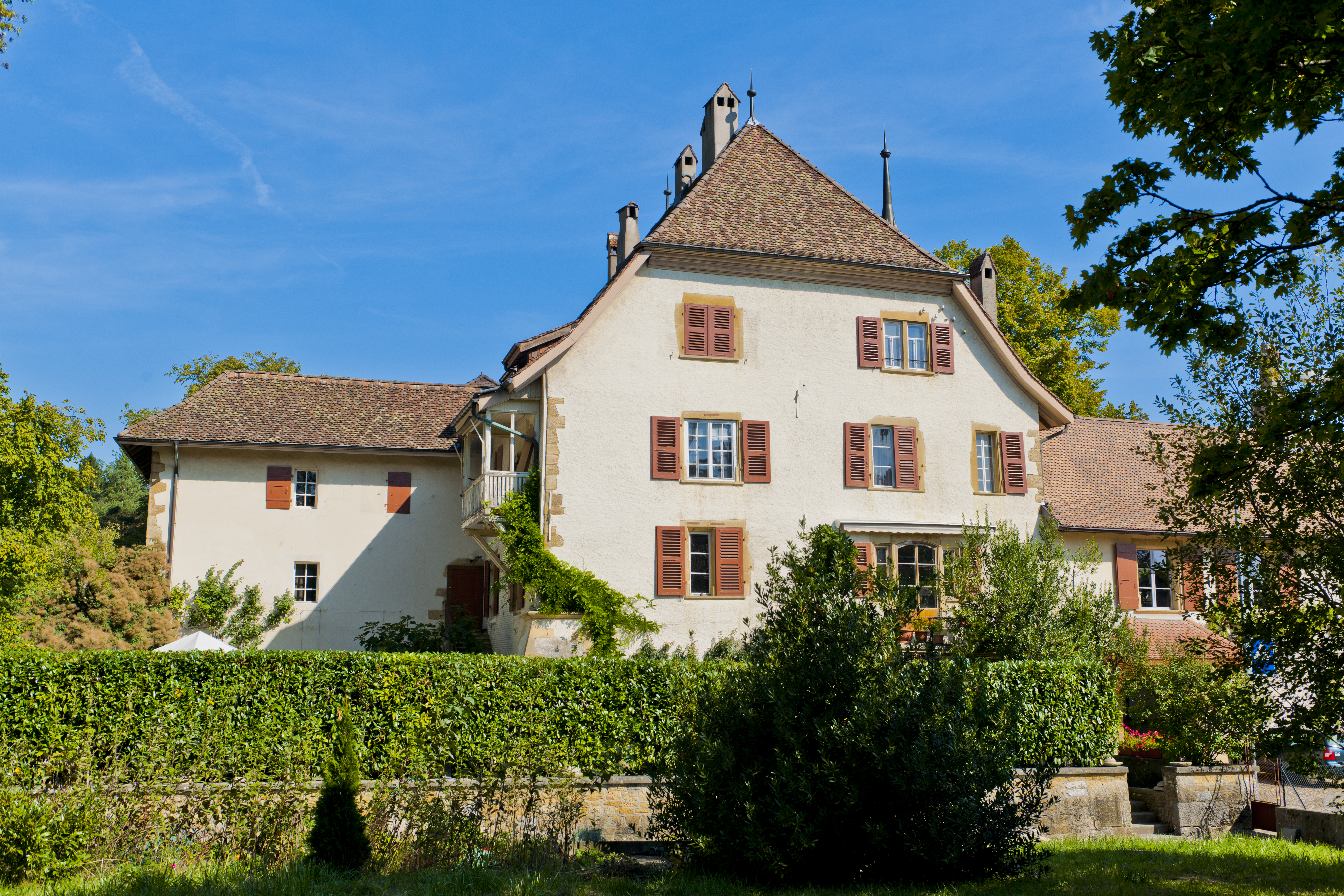
Manoir Le Pontet à Colombier, dans le Canton de Neuchâtel (Suisse).

## Biographie
Muralt s’est fait connaître par quelques ouvrages, tels que :
1. Lettres sur les Anglais et les Français, 1725 ;
2. Lettres sur les voyages et sur l’esprit-fort, 1728 ;
3. l’Instinct divin recommandé aux hommes, 1727 ;
4. Lettres fanatiques, 1739 ;
5. Fables nouvelles, 1753 (posthume).

Muralt ne fut guère connu en France que par les Lettres sur les Anglais et les Français de 1725, livre qui eut son heure de réputation. Ce petit recueil de douze lettres (six sur l’Angleterre et autant sur la France) renferme des portraits piquants, des peintures vives et très suffisamment colorées pour l’époque, un jugement solide, un esprit un peu âpre, rempli de charme, de l’humour à l’anglaise ou à l’allemande. Ce petit livre, qui mélange netteté française et profondeur germanique marque une date dans l’histoire du cosmopolitisme et de l’esprit cosmopolite en France. Son recueil, qui fut traduit en anglais, constitue l’une des premières manifestations de la curiosité qui s’éveille au commencement du XVIIIe siècle pour les choses étrangères, notamment anglaises : curiosité plus éveillée et surtout plus informée qu’on ne l’a généralement supposé.
Sainte-Beuve a dit de lui : 

« Maintenant que l’on réimprime tout, on devrait bien réimprimer les lettres de M. de Muralt : elles le méritent. Il a dit le premier bien des choses que l’on a répétées depuis avec moins de netteté et de franchise. »

## Sources
- « Béat-Louis de Muralt » dans le Dictionnaire historique de la Suisse en ligne.
- Catherine Colomb, "Béat Louis de Muralt. Voyageur et fanatique", texte édité par Auguste Bertholet dans Tout Catherine Colomb, Genève, Zoé, 2019, pp. 146-348.
- Janos Riesz, „Muralt, Beat Ludwig“, in: Neue Deutsche Biographie 18 (1997), S. 603 f.
- Claude.Bruneteau  Béat-Louis de Muralt (1665-1742) et l'Angleterre. In: XVII-XVIII. Bulletin de la société d'études anglo-américaines des XVIIe et XVIIIe siècles. N°16, 1983. pp. 35-52.
- article de Joseph Texte in: Revue d'histoire littéraire de la France, t. 1, Paris, A. Colin, 1894, p. 8-26.